# 农安古城址
农安古城址，位于中国吉林省农安县农安镇内，为一个省级文物保护单位，类型为古遗址，公布时间为2007年5月31日。该文物保护单位由农安县文管所管理。
农安古城址的历史年代为辽金。